# Drepanogynis tripartita
Drepanogynis tripartita är en fjärilsart som beskrevs av W. Warren 1898. Drepanogynis tripartita ingår i släktet Drepanogynis och familjen mätare. Inga underarter finns listade i Catalogue of Life.